# Párizs 5. kerülete
Párizs 5. kerülete (Ve arrondissement) Franciaország fővárosának 20 kerületének egyike. A beszélt francia nyelven ezt a kerületet le cinquième-nek nevezik, ami franciául "ötödiket" jelent.
A Panthéon néven is ismert kerület a Szajna folyó bal partján fekszik. A főváros egyik központi kerülete. Nevezetessége, hogy itt található a Quartier Latin, amely a 12. század óta, a Párizsi Egyetem megalapítása óta egyetemek, főiskolák és rangos középiskolák által uralt negyed, keleti részén pedig a Nemzeti Természettudományi Múzeum és a Jardin des plantes található.
Az 5. kerület egyben a város egyik legrégebbi kerülete is, amely története az ókorig nyúlik vissza. A terület múltjának nyomai olyan helyszíneken maradtak fenn, mint az Arènes de Lutèce, egy római kori amfiteátrum, valamint a Thermes de Cluny, egy római kori termálfürdő.

## Közlekedés

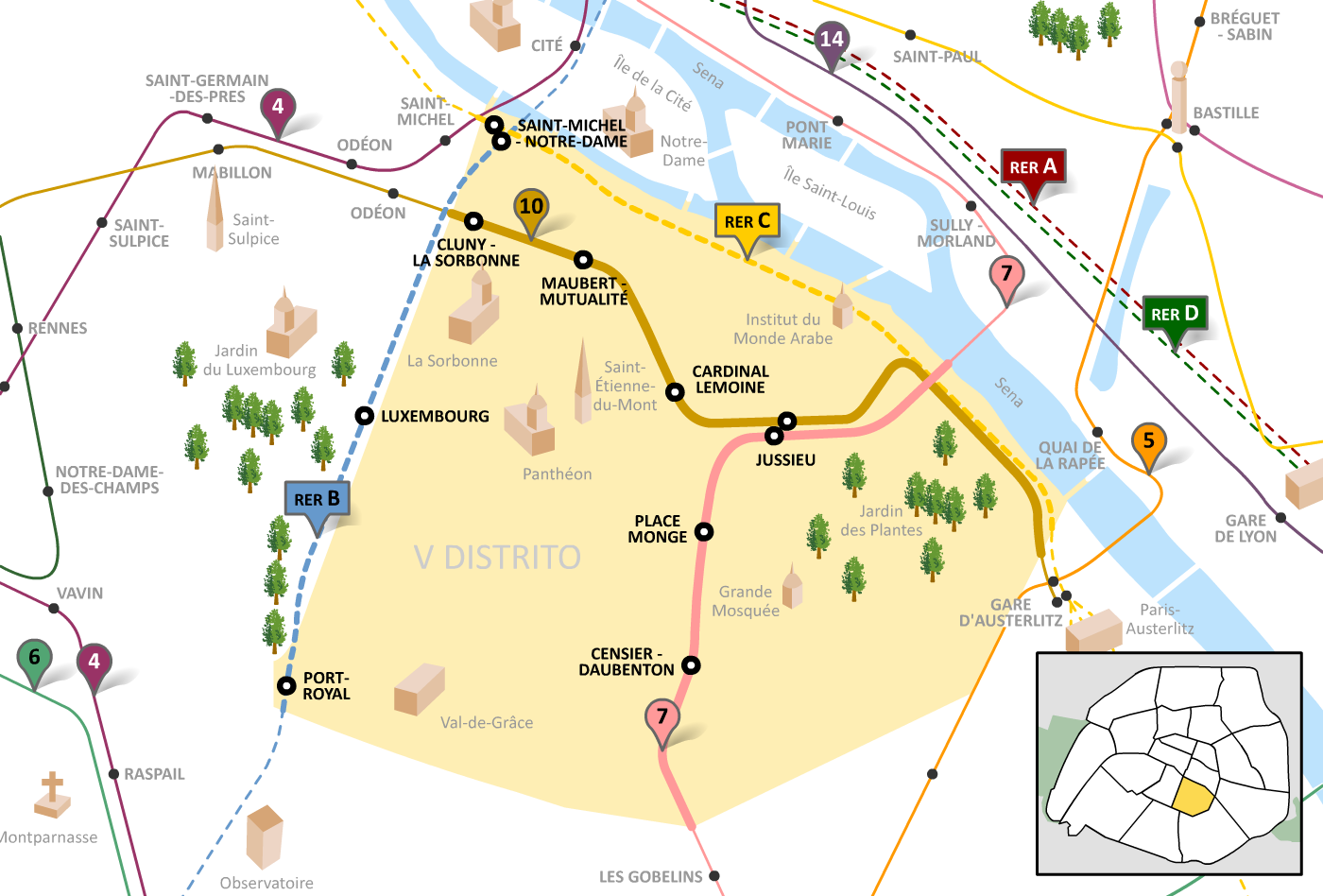
Az 5. kerület RER- és metróvonalai

## Népesség
| Lakosok száma | 62 236 | 59 947 | 58 850 | 58 379 | 58 227 | 57 380 | 56 841 | 55 925 |
|               | 2009   | 2016   | 2017   | 2018   | 2019   | 2020   | 2021   | 2022   |